# Golden Lane
Golden Lane es una localidad de Trinidad y Tobago, que forma parte de la parroquia de St. David.

## Geografía
La localidad abarca parte de la isla de Tobago y limita al norte y este con Moriah, al sur con Les Coteaux y Mason Hall (esta última localidad perteneciente a la parroquia de St. George) y al oeste con Culloden.

## Demografía
Datos demográficos de la localidad de Golden Lane:
| Gráfica de evolución demográfica de Golden Lane entre 2000 y 2011 |
|                                                                   |